# نادي تشورلي
نادي تشورلي (بالإنجليزية: Chorley F.C.) هو نادٍ شبه محترف لكرة القدم مقره في كورلي، لانكشر، إنجلترا. يتنافسون حاليًا في الدوري الوطني الشمالي، الدرجة السادسة لكرة القدم الإنجليزية، ويلعبون مبارياتهم على أرضهم في فيكتوري بارك. تأسس النادي كنادي اتحاد الرغبي في عام 1875 لكنه تحول إلى كرة القدم في عام 1883.
أفضل أداء لهم في كأس الاتحاد الإنجليزي 2020–21 عندما وصلوا إلى الدور الرابع بعد فوزهم 2-0 على ديربي كاونتي في الجولة الثالثة، بعد أن وصلوا سابقًا إلى الدور الثاني مرتين في كأس الاتحاد الإنجليزي 1986–87 وكأس الاتحاد الإنجليزي 1990–91. أفضل أداء لهم في كأس الاتحاد كان في 1995-1996 عندما وصلوا إلى الدور نصف النهائي.
ألوان زي النادي هي خطوط سوداء وبيضاء، ومن هنا أطلق عليها لقب طائر العقعق.

## تاريخه

### القرن التاسع عشر
تأسس نادي كورلي لكرة القدم عام 1883 بعد التحول من اتحاد الرغبي إلى كرة القدم. في عام 1875، بدأ نادي تشورلي لكرة القدم جزئيًا باعتباره من بنات أفكار الرائد جون لورانس، وهو لاعب في ويغان كان قد تصور الفكرة قبل عام. تم الافتتاح في 15 أكتوبر في Anchor Inn الذي تم هدمه الآن في Market Street ، Chorley. في ذلك التجمع انتخب الرائد لورانس كابتن النادي الأول. تولى هنري هيبرت، الذي كان من المقرر أن يصبح أحد أشهر الشخصيات المرتبطة بالمدينة كعضو في البرلمان عن كورلي (دائرة انتخابية في المملكة المتحدة)، منصب السكرتير. أصبح جيمس لورانس أمين صندوق النادي.
بعد لعب الرغبي لمدة سبع سنوات، كان الضغط على كورلي للتبديل إلى لعب كرة القدم بدلاً من ذلك، وفي عام 1883 تم التبديل.
انضم كورلي إلى دوري لانكشاير للناشئين في عام 1889 ، وفي العام التالي أصبح عضوًا في تحالف لانكشاير، وهو الدوري الذي توج بطلاً له في 1892-1993 والوصيف في 1893-1894. في عام 1894، انضم كورلي إلى دوري لانكشر، وأصبح بطلًا مرتين في عامي 1896-1897 و1898-1899.
جاء كأس لانكشاير للناشئين إلى Chorley في عام 1894، بعد تسع سنوات من تأسيس الكأس، وكان فوزهم هو الأول من رقم قياسي من النجاحات لفريق Magpies. تغلبوا على كليثرو 3-2 في مباراة نهائية معاد عرضها في إيوود بارك، بلاكبيرن روفرز بعد التعادل 2-2. ودع كورلي تحالف لانكشاير في نهاية موسم 1893-1894 وانضم إلى دوري لانكشاير، وفاز بالبطولة في 1896-1997 والتي شهدت أيضًا بيع مهاجم بولتون واندررز السابق جاك لايدن إلى وولفرهامبتون واندررز مقابل 100 جنيه إسترليني (حوالي 6000 جنيه إسترليني) بعملة اليوم، وهي رسوم كبيرة للاعب خارج الدوري مع الأخذ في الاعتبار أن هذا كان قبل ثماني سنوات من أول صفقة انتقال بقيمة 1000 جنيه إسترليني.
فاز Chorley ببطولة أخرى في 1898-1899، لكنه غاب عليه إشعار بترك ملعب Dole Lane، وفقدان القائد Johnny Parker ، الذي كسرت ساقه. في مايو 1899، تقدم كورلي بطلب للانضمام إلى دوري كرة القدم الإنجليزية، القسم الثاني، ليحتل المركز السادس في التصويت، مع انتخاب أفضل اثنين.